# 区星
区 星（おう せい、生年不詳 - 中平4年（187年）?）は、後漢末の反乱の頭目のひとり。荊州長沙郡の人。蒼梧都督であった区景は同族とされ、区という姓であることから漢民族の可能性は低いと指摘する意見もある。

## 生涯
黄巾の乱以降、後漢の各地では黄巾の残党やそれを自称する賊による反乱が頻発していた。荊州南部の長沙郡にいた賊の頭目であった区星は中平4年（187年）に将軍を自称、住民1万余りを集めて長沙城を攻撃し、これに零陵郡の周朝、桂陽郡の郭石らが呼応した。
これを受け、朝廷は孫堅を長沙太守に任官。任地に赴いた孫堅は自ら将兵を率い、良吏を登用して人心を収攬した。一ヶ月前後で区星は孫堅に敗北し、ほどなく零陵と桂陽の反乱も鎮圧され、この功績により孫堅は朝廷から烏程侯に封じられた。

## 参考書籍
- 白河次郎『諸葛孔明』博文館、1911年1月1日。ASIN B008V60RKS。
- 木村正雄『中国古代農民叛乱の研究』東京大学出版会、1979年2月1日。ASIN B000J8HXL2。
- 中国中世史研究会 編『中国中世史研究:六朝隋唐の社会と文化』東海大学出版会、1970年1月1日。ASIN B000J9GRTU。
- 渡辺精一『オールカラーでわかりやすい！三国志』西東社、2014年10月3日。ISBN 978-9867151605。

| スタブアイコン | サブスタブ | この項目は、まだ閲覧者の調べものの参照としては役立たない、人物に関連した書きかけの項目です。この項目を加筆・訂正などしてくださる協力者を求めています（P:人物伝/PJ:人物伝）。 |